# Aeschynanthus longiflorus
Aeschynanthus longiflorus är en tvåhjärtbladig växtart som först beskrevs av Carl Ludwig von Blume, och fick sitt nu gällande namn av A. Dc.. Aeschynanthus longiflorus ingår i släktet Aeschynanthus och familjen Gesneriaceae. Inga underarter finns listade i Catalogue of Life.